# Kokošník

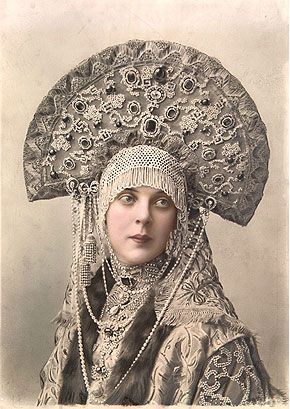
Ruská princezna na bále v roce 1903, foto: Jelena Lukinična Mrozovskaja

Kokošník (rusky кокошник) je tradiční ruská ženská pokrývka hlavy, která se nosí jako doplněk k sarafánu. Může mít špičatý nebo oblý tvar, má podobný vzor jako sarafán, ke kterému je nošen, a čelo se někdy zdobí perlami. Přivazuje se k temeni hlavy dlouhými širokými stuhami. Vlasy se pod ním obvykle zaplétají do copu.
Během oživení ruské národní kultury na začátku 19. století se kokošník stal oficiální částí oděvu členek carské rodiny. Selské dívky a ženy jej při zvláštních příležitostech nosily až do Říjnové revoluce.
Slovo kokošník se poprvé objevilo v dokumentech ze 16. století a pochází ze staroslovanského kokoš - slepice nebo mladý kohoutek. Nejstarší verze kokošníku, podobné současným, se však vyskytly mnohem dříve - byly nalezeny na novgorodském pohřebišti z 10. - 12. století.

## Architektura

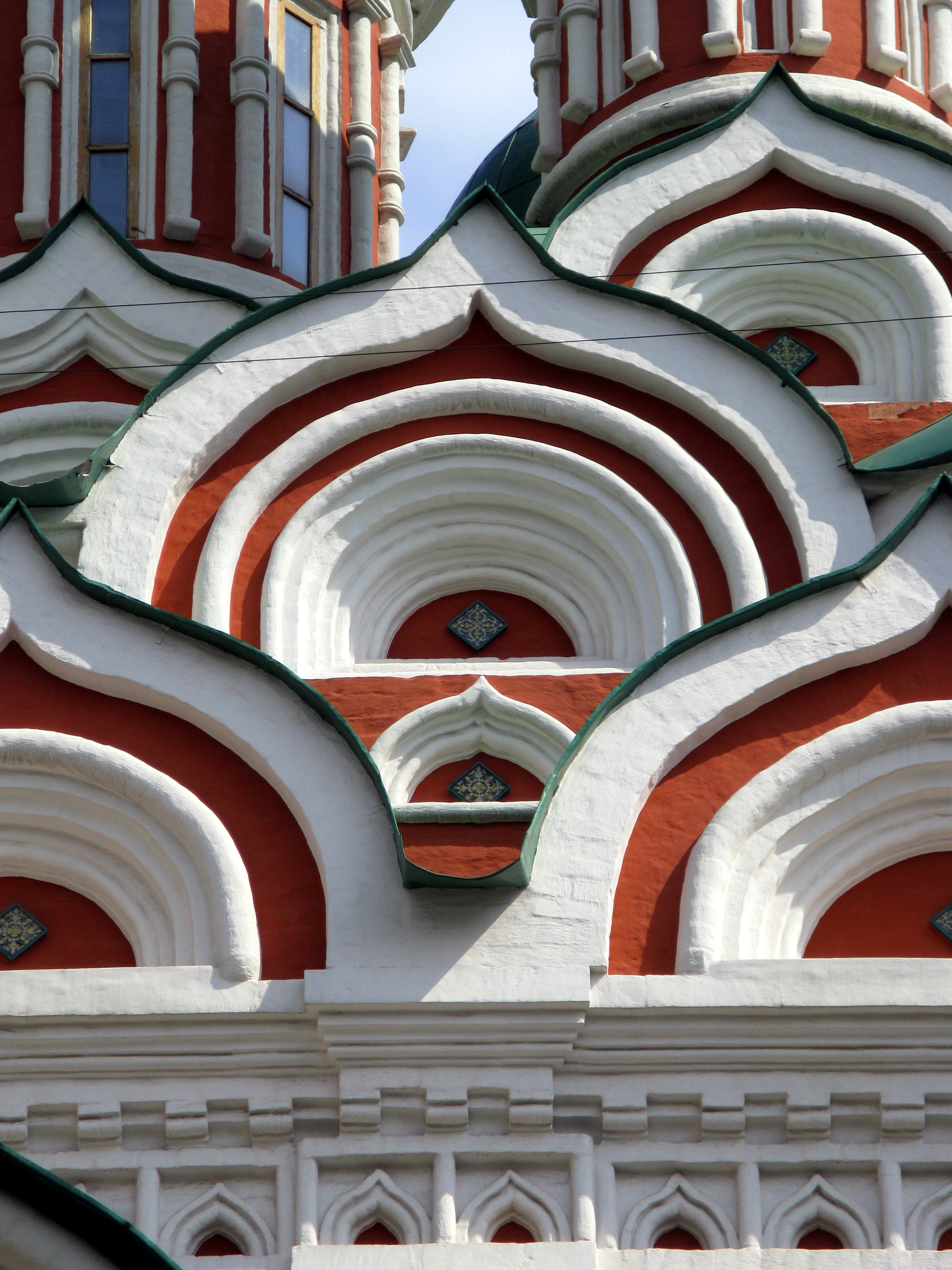
Ozdobné prvky kostela Nejsvětější Trojice v Moskvě

V architektuře se jako kokošník označuje polokruhovitý či kýlovitý venkovní ozdobný útvar. Jde o druh konzoly zvané zakomara (obloukovitý polokruhový vršek zdí církevních staveb), na rozdíl od tohoto útvaru, který částečně nese váhu klenby, je kokošník čistě dekorativním prvkem.
Od 16. století se začal objevovat na ruských církevních stavbách, zvlášť oblíbeným se stal v 17. století. Umísťoval se na zdi, převisle přes okenní rámy, na základny kupolí a střech a nebo v řadách přímo na kupole.